# 후쿠오카시 지하철 공항선
후쿠오카 시 교통국 지하철 공항선(일본어: 空港線:くうこうせん 쿠코센[*])은 일본 후쿠오카현 후쿠오카시 니시구에 있는 메이노하마역과 하카타구에 있는 후쿠오카 공항역을 잇는 후쿠오카시 교통국의 지하철 노선이다. 후쿠오카 지하철을 구성하는 노선 중 하나이다. "후쿠오카시 교통 사업의 설치 등에 관한 조례"에 의한 노선명은 1호선(1号線), "철도요람"에 기재되어 있는 노선명은 1호선(공항선)(1号線（空港線）)이다. 노선 색은    주황색, 노선 기호는 ○K이다.

## 개요
후쿠오카현 후쿠오카시 서부의 니시구에 있는 메이노하마역에서 메이지 거리(시도 치요이마주쿠 선, 구 국도 202호)의 지하를 지나 후쿠오카시 중심부를 거쳐, 하카타구 가미카와바타정에서 큰 커브를 돌아 하카타역 바로 아래를 경유하고, 국도 3호 지하를 거처 후쿠오카 공항의 활주로를 가로질러 후쿠오카 공항 국내선 터미널 건물 지하까지 간다. 메이노하마, 니시진, 덴진, 나카스, 하카타, 후쿠오카 공항 등 후쿠오카시의 도심, 부도심, 교통 거점을 한번에 연결하며, 후쿠오카시의 동서를 잇는다. 또한 메이노하마 역 ~ 하카타 역 구간은 지금은 폐선된 노면전차인 니시테츠 후쿠오카시나이 선과 비슷하다.
공항선은 니시테쓰 버스(西鉄バス)와의 경쟁이 있음에도, 삼대 도시권(三大都市圏) 이외에 소재한 지하철 노선으로서는 가장 많은 흑자를 나타내고 있다.
일본에서 유일하게 공항까지 직접 가는 지하철 노선이다. 후쿠오카 공항은 후쿠오카시 중심부인 하카타, 덴진 지구와 가깝지만 지하철 개통 전에는 버스나 택시 이외의 이동 수단이 없어서 실제 거리는 가깝지만 이동 시간은 많이 소요되는 공항으로 인식되고 있었다. 또한 1965년 이후로는 도로 교통량이 증가하여 교통 정체가 생겨서, 하카타 역에서 후쿠오카 공항까지 택시로 40~50분이 소요되기도 하였다. 도시교통심의회가 1971년 3월에 "후쿠오카시 및 기타큐슈시를 중심으로 하는 북부 규슈 도시권의 여객 수송력의 정비 증강에 관한 기본적 계획에 대하여"(답신 제12호)를 운수 대신에게 답신하고 공항선을 포함한 후쿠오카 도시 고속 철도 노선 건설을 위한 구체적인 제안이 이루어졌다. 다양한 논의는 그 이전에도 있었지만, 공식적인 기록으로는 이것이 공항선 건설의 출발점이다.
큐슈여객철도(JR큐슈) 지쿠히 선과 상호 직결 운행이 이루어진다. 폐선된 지쿠히 선 하카타 역 ~ 메이노하마 역 구간의 역할을 하기도 하며, 공항선 메이노하마 역 ~ 하카타 역 구간을 통과하여 JR선에 승차하는 경우의 통과 연락 운수가 설정되어 있다. 이 노선은 공영 지하철 중에서는 유일하게 JR선과의 직결 운행을 하고 있는 노선이다.
개통 4년째인 1984년부터 지하철 중에서는 일본 최초로 원맨 운전(1인 승무, 차장 없이 기관사만 승무함)이 개시되었으며, 모든 열차에서 ATO 자동 운전을 실시하고 있다(단, 2015년까지 운행되었던 JR큐슈 소속의 전동차인 103계 1500번대 제외).
2003년부터 2004년까지 스크린도어(미쓰비시 전기 제작)를 전 역에 설치하였다. 또한, 후쿠오카시 교통국의 하코자키 선과 나나쿠마 선의 역에 설치되어 있는 스크린도어의 문 폭이 2,100mm인 반면, 공항선은 2,600mm로 더 넓다. 이것은 예전에 수동 운전인 103계가 이 노선에 운행했었기 때문이다.

### 노선 데이터
- 관할 (사업 종별): 후쿠오카시 교통국 (제1종 철도 사업자)
- 노선 거리 (영업 거리): 13.1 km (8.1 mi)
- 궤간: 1,067 mm (42.0 in)
- 역 수: 13개 (기 • 종점 포함)
- 복선 구간: 전 구간
- 전철화 구간: 전 구간 (직류 1,500 V)
- 폐색 방식: 차내신호식
- 최고 속도: 75 km/h (47 mph)
- 차량 기지: 메이노하마 차량 기지
- 지상 구간: 메이노하마 ~ 무로미 구간

## 운행 형태
메이노하마역 - 후쿠오카 공항역 구간만을 반복 운행하는 열차 외에 메이노하마 역에서 JR 지쿠히 선과 직결 운행하는 열차와 나카스카와바타 역에서 하코자키 선과 직결 운행하는 열차도 운행된다. 후쿠오카 공항역 ~ 메이노하마 역 구간에서는 약 7~8분 간격, 나카스카와바타 역 ~ 니시진 역(아침 및 저녁에는 메이노하마 역) 구간은 약 3~5분 간격으로 운행된다. 2015년부터는 전 열차가 원맨 운전(1인 승무)을 한다.

## 차량
공항 선을 달리는 열차는 모두 6량 고정 편성이다.

### 후쿠오카 시 교통국 소속 전동차

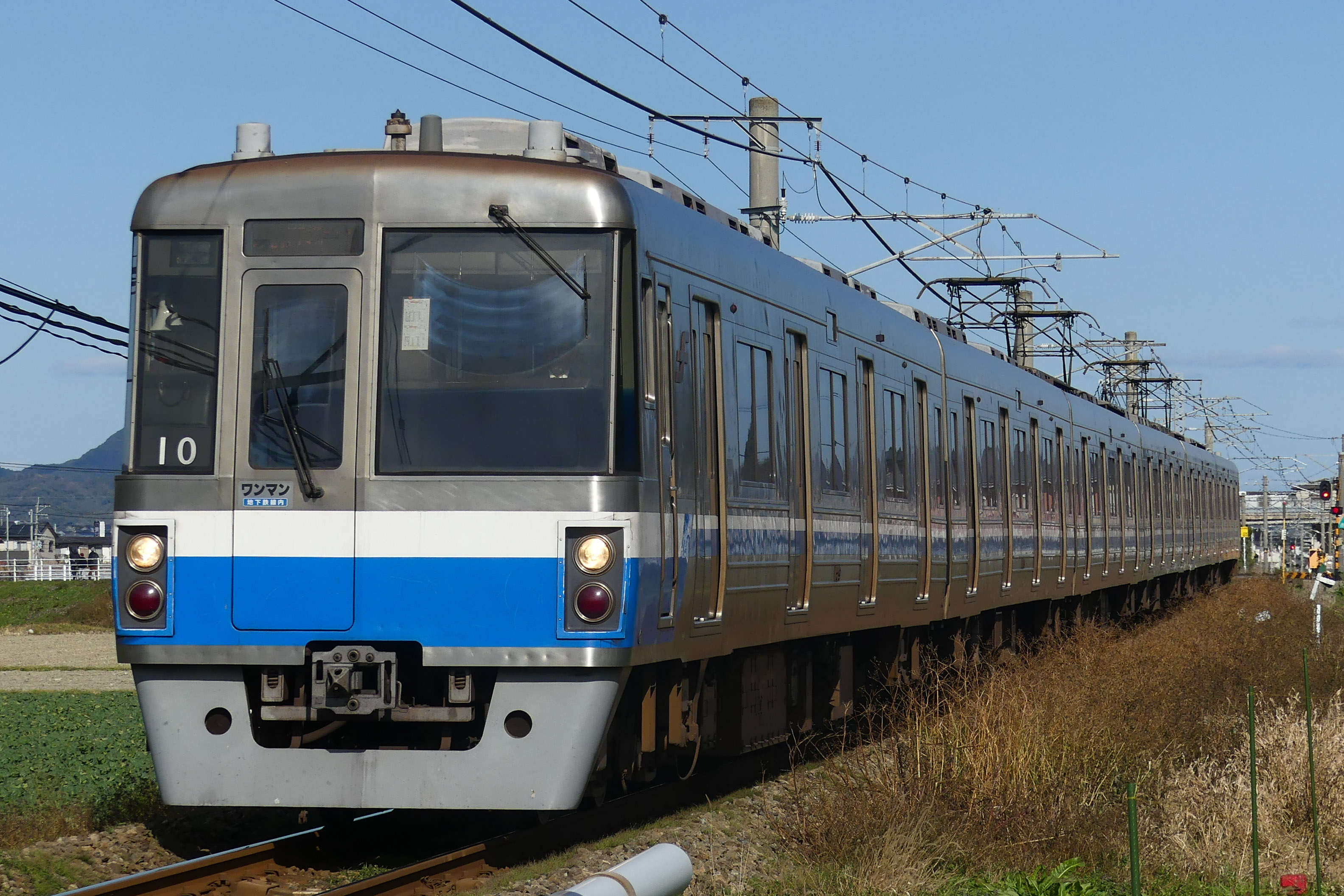
1000계
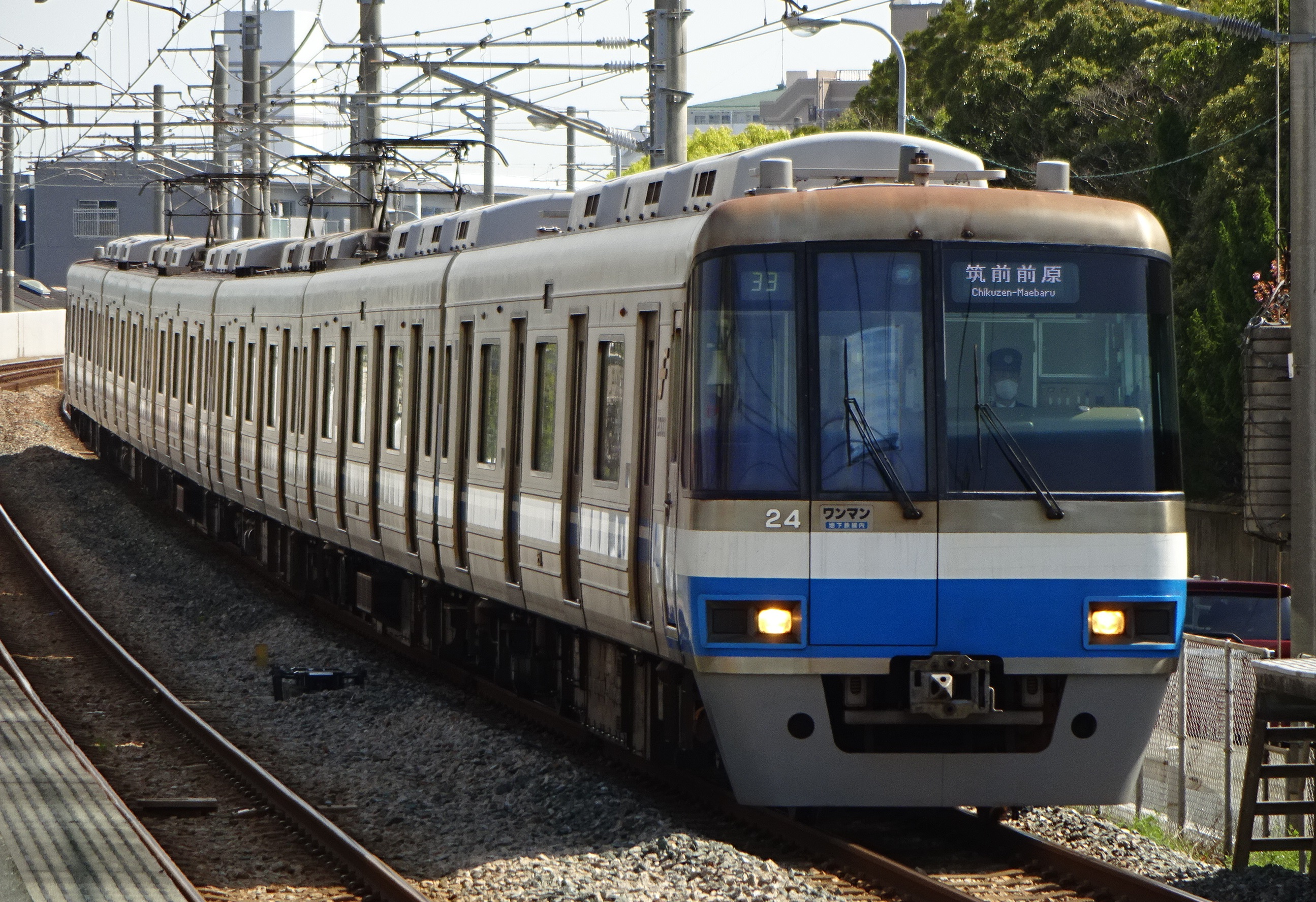
2000계

- 1000계
- 2000계

### 큐슈 여객철도(JR큐슈) 소속 전동차
JR큐슈 소속 전동차는 오로지 직통 열차에만 사용되며 지하철 내에서 운행하는 계통은 없다.

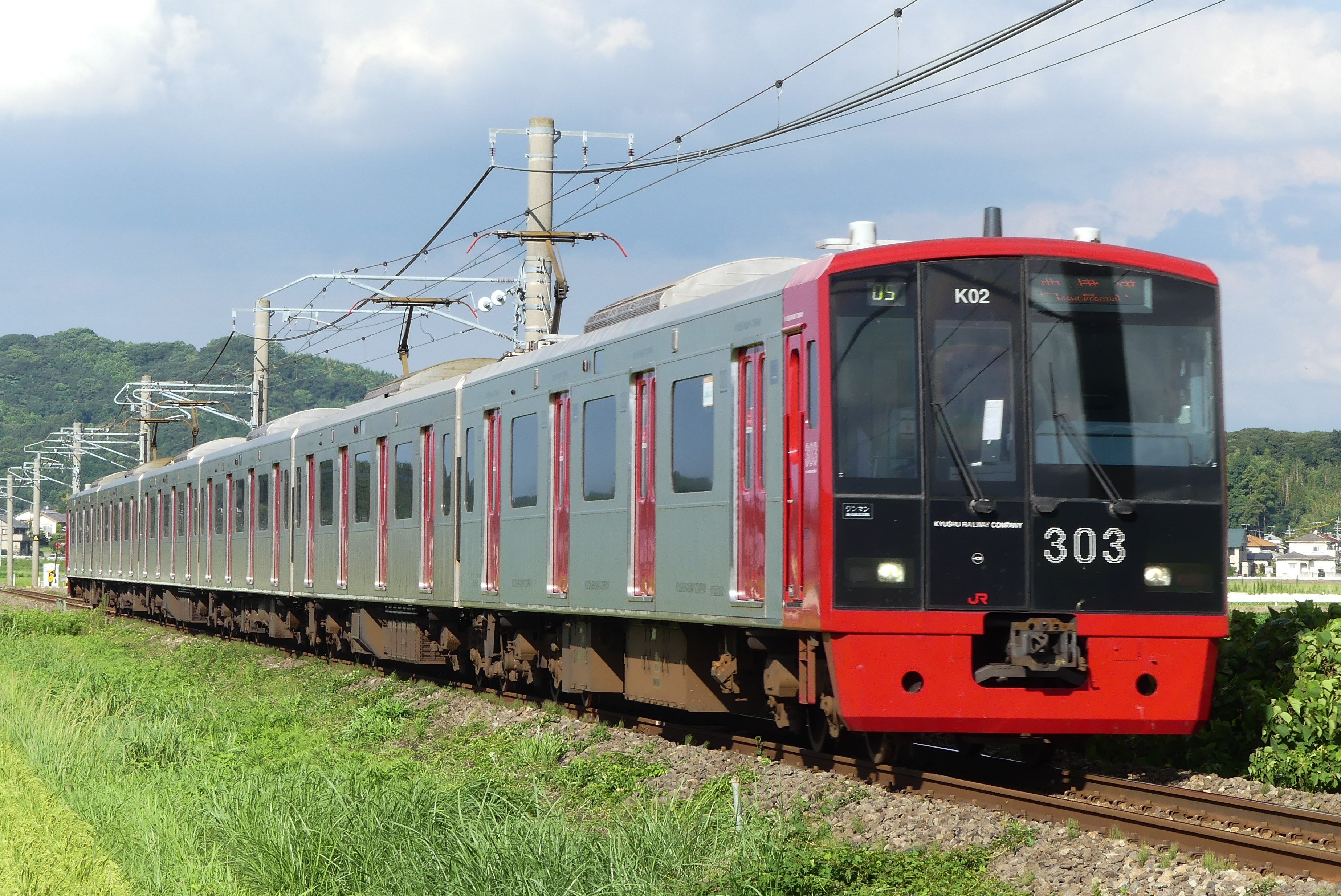
JR 규슈 303계
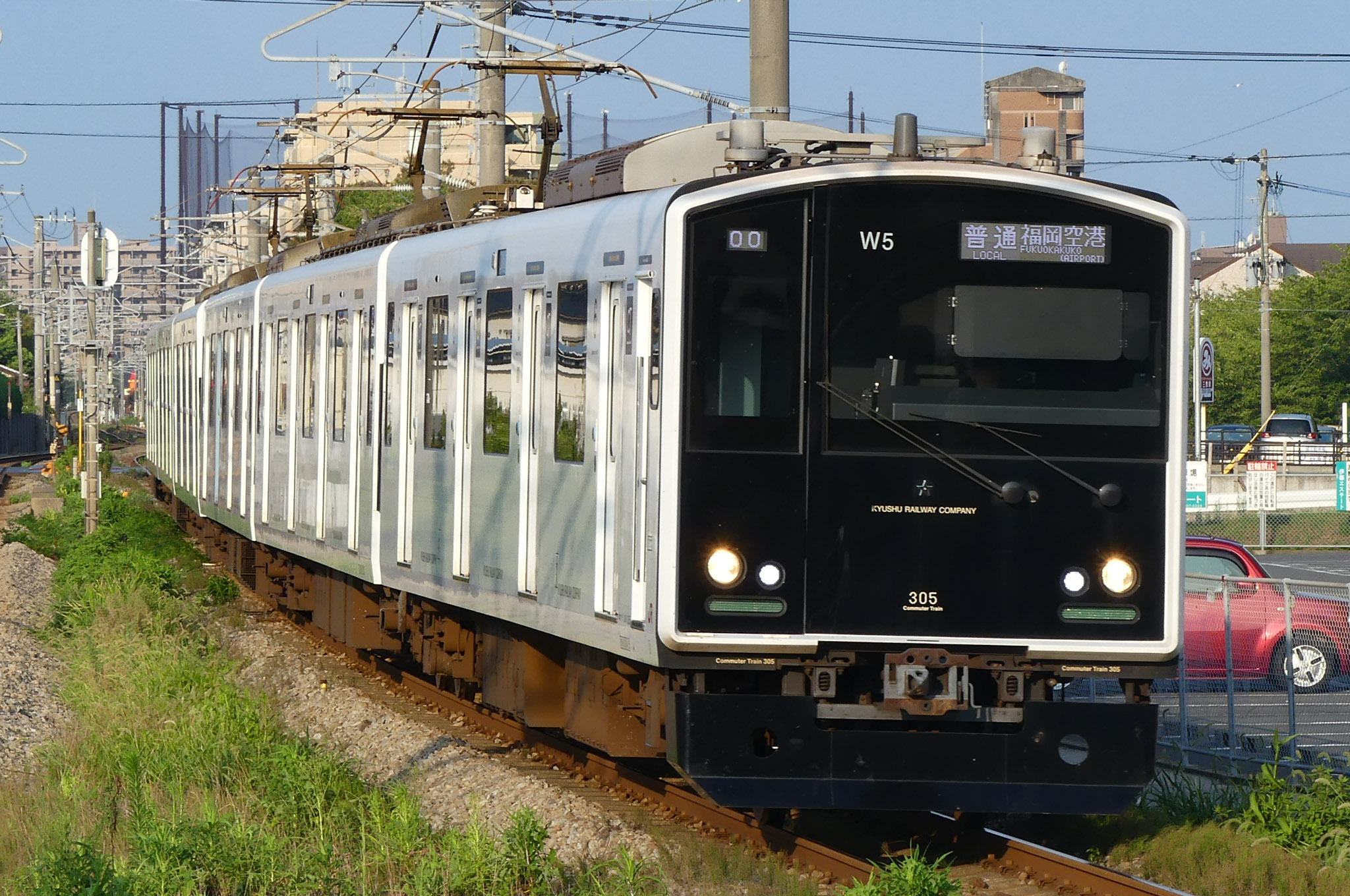
JR 규슈 305계

- JR 규슈 303계
- JR 규슈 303계

### 운행을 종료한 차량

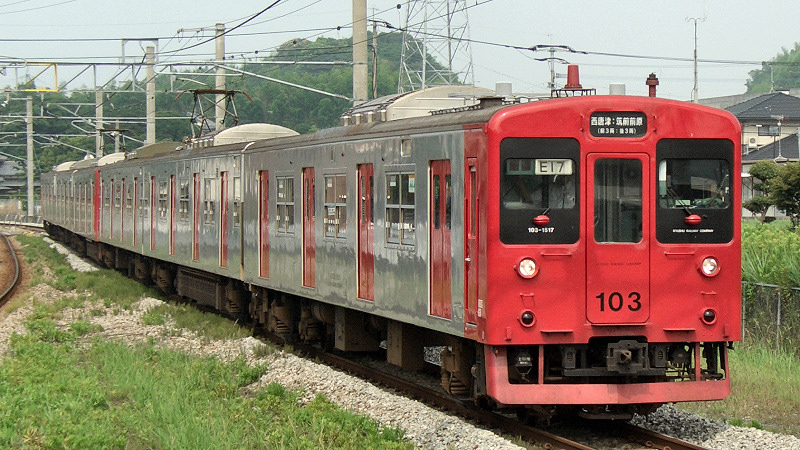

- JR 규슈 103계 1500번대

## 역사
- 1981년 7월 26일: 무로미 ~ 덴진 구간이 개통함.
- 1982년 4월 20일: 덴진 ~ 나카스카와바타 구간이 개통함.
- 1983년 3월 22일:
  - 메이노하마 ~ 무로미 구간, 나카스카와바타 ~ 하카타(임시) 구간이 개통함.
  - 일본국유철도(당시) 지쿠히 선과 직결 운행을 개시함.
- 1985년 3월 3일: 하카타 역이 완공됨으로써 영업을 개시함.
- 1993년 3월 3일: 하카타 ~ 후쿠오카 공항 구간이 연장 개통함.
- 2004년 3월 13일: 모든 역의 스크린도어 설치가 완료됨.

## 역 목록
- 모든 역은 후쿠오카현 후쿠오카시 소재.

| 역번호  | 역 이름        | 일본어 이름 | 영업 거리 | 접속 노선 | 소재지                                                                               |
| ------- | -------------- | ----------- | --------- | --- | ------------------------------------------------------------------------------------ |
| K01     | 메이노하마     | 姪浜        | 0.0       | 규슈 여객철도 지쿠히 선 (가라쓰선 니시카라쓰역까지 직결 운행, 후쿠오카 시 교통국 전동차는 지쿠젠후카에역까지만 직결운행) | 니시구                                                                               |
| K02     | 무로미         | 室見        | 1.5       | | 사와라구                                                                             |
| K03     | 후지사키       | 藤崎        | 2.3       | | 사와라구                                                                             |
| K04     | 니시진         | 西新        | 3.4       | | 사와라구                                                                             |
| K05     | 도진마치       | 唐人町      | 4.6       | 주오구 |                                                                                      |
| K06     | 오호리 공원    | 大濠公園    | 5.4       | 주오구 |                                                                                      |
| K07     | 아카사카       | 赤坂        | 6.5       | 주오구 |                                                                                      |
| K08     | 덴진           | 天神        | 7.3       | 주오구 | ■ 나나쿠마 선(덴진미나미 역) 니시닛폰 철도 덴진오무타 선(니시테쓰 후쿠오카(덴진) 역) |
| K09 H01 | 나카스카와바타 | 中洲川端    | 8.1       | ■ 하코자키 선(일부 직결 운행)                                                                                            | 하카타구                                                                             |
| K10     | 기온           | 祇園        | 9.1       | | 하카타구                                                                             |
| K11     | 하카타         | 博多        | 9.8       | 규슈 여객철도 가고시마 본선 서일본 여객철도 산요 신칸센, 하카타미나미 선                                                 | 하카타구                                                                             |
| K12     | 히가시히에     | 東比恵      | 11.0      | | 하카타구                                                                             |
| K13     | 후쿠오카 공항  | 福岡空港    | 13.1      | | 하카타구                                                                             |

## 같이 보기
- 공항철도

### 내용주
1. ↑  도에이 지하철 아사쿠사 선도 나리타 국제공항과 도쿄 국제공항(하네다 공항)까지 가지만, 이는 게이세이 전철, 게이힌 급행전철의 노선에 직결운행하는 것이기 때문에, 직접 가는 것은 아니다.
2. ↑  공영 이외의 지하철 중 JR선과 직결 운행을 하고 있는 노선으로는, 대규모 사철인 도쿄 메트로의 도자이 선이 주오·소부 완행선과, 지요다 선이 조반 완행선과 상호 직결 운행을 하고 있다.
3. ↑  기관사와 차장이 승무하여 수동으로 운행하였다. 또한 후쿠오카시 교통국에 차장이라는 직제는 존재하지 않기 때문에 차장 업무를 전문으로 담당하는 직원도 없다. 이러한 경우에는 보통 기관사로 근무하는 직원이 기관사와는 별도로 승무하여 차장 업무를 수행하였다.